# Вид с моста (пьеса)
Вид с моста (англ. A View from the Bridge) — пьеса американского драматурга Артура Миллера. Впервые пьеса была поставлена в 1955 году в театре Коронет на Бродвее как часть представления из двух одноактных пьес. Пьеса не была успешной, Миллер переписал её в двухактную пьесу. Именно эта версия стала популярной среди зрителей. Премьера состоялась в Лондоне в театральном клубе Нью-Уотергейт 11 октября 1956 года в постановке Питера Брука.

## Сюжет
Сюжет пьесы разворачивается в 1950-е годы в Нью-Йорке в итальянском районе недалеко от Бруклинского моста. Эдди Карбоун и его супруга Беатриса поддерживают племянницу Кэтрин, которая учится на стенографистку. В Нью-Йорк нелегально прибывают Марко и Родольфо, родственники Беатрисы. Между Родольфо и Кэтрин возникает взаимное чувство. Но Эдди излишне опекает племянницу, что перерастает в помешательство. Трагическая история запретной любви, которая не могла закончиться счастливым концом.

## Постановки
Первая постановка в Нью-Йорке открылась на Бродвее 29 сентября 1955 года в театре Коронет. Она выдержала 149 представлений. Этот спектакль был поставлен Мартином Риттом, роль Эдди исполнил Ван Хефлин, Беатрисы — Айлин Хекарт. Двухактная версия под руководством Питера Брука в Лондоне. Роль адвоката Луиса исполнил Ричард Харрис, роль Эдди — Энтони Куэль.
Постановка, завоевавшая множество наград в Нью-Йорке, открылась 14 декабря 1997 года. Она выдержала 239 представлений. Режиссёром выступил Майкл Майер, а главные роли исполнили Энтони Лапалья, Эллисон Дженни и Бриттани Мёрфи. Постановка выиграла «Тони» в номинациях «Лучшая возобновлённая постановка» и «Лучший актёр в пьесе». Ещё одна постановка была осуществлена в 2009 году в театре Корт. Ограниченный показ начался 24 января 2010 года, закрылась постановка 4 апреля 2010 года. Главные роли исполнили Лев Шрайбер, Скарлетт Йоханссон и Джессика Хект. Скарлетт Йоханссон получила «Тони» за исполнение роли второго плана.
В Лондоне пьеса была поставлена заново в 1987 году. Режиссёром выступил Алан Эйкборн, Майкл Гэмбон исполнял роль Эдди. Следующая возобновлённая постановка открылась в январе 2009 года в театре герцога Йоркского. В роли Эдди выступил Кен Стотт, в роли Беатрисы — Мэри Элизабет Мастрантонио, в роли Кэтрин — Хейли Этвелл, в роли Родольфо — Гарри Ллойд. В 2014 году бельгийский режиссёр Иво ван Хове поставил «Вид с моста» в театре Янг-Вик с Марком Стронгом в роли Эдди, Фиби Фокс в роли Кэтрин и Николой Уолкер в роли Беатрисы. Эта постановка выиграла три премии Лоренса Оливье — за лучший возобновленный спектакль, лучшую режиссуру (Иво ван Хове) и лучшую мужскую роль (Марк Стронг).